# ノリタケ機材
ノリタケ機材株式会社（ノリタケきざい）は、かつて存在した日本の企業。ノリタケカンパニーリミテドの子会社であり、電子ペーストなどの製造を行なっている。

## 沿革
日本陶器（現・ノリタケカンパニーリミテド）の開発体制の変更に伴い、窯業関連設備を担当する機材部門と陶磁器の画付け材料を扱う材料部門が1979年（昭和54年）8月10日に統合し、ノリタケ機材株式会社として分社した。本社は引き続き日本陶器の本社工場内に置かれ、画付材料の製造や転写印刷材料、電子ペーストの開発・製造などを行なっていた。やがて事業が拡大したため、1980年（昭和55年）12月に現在のみよし市にある日本陶器の三好工場内に本社を移転した。翌1981年（昭和56年）9月には本社・工場となる新社屋が完成している。2010年（平成22年）4月1日にはノリタケセラミックスと共に親会社であるノリタケカンパニーリミテドに吸収合併された。

### 電子材料
ノリタケ機材では電子ペーストとして、伊勢電子工業（現・ノリタケ伊勢電子）向けに蛍光表示管用の絶縁ペーストおよび銀ペーストを製造していたが、1984年（昭和59年）に積層チップコンデンサの電極用パラジウムペーストを開発した。積層チップコンデンサは1,350℃の高温で熱処理するため電極材料の選択が難しく、分散性に優れたパラジウムペーストは売上を伸ばしていった。
1990年代にパソコンや携帯電話の市場が急激に拡大するにつれてコンデンサの需要も増え、電子ペーストの生産を拡大するため1996年（平成8年）3月に本社ビルに隣接する新工場が建設された。しかし1997年（平成9年）にロシアの政情悪化などが原因でパラジウムの市場価格が急騰したため、低価格の代替品とてニッケルペーストを開発し、2000年（平成12年）に生産を始めている。品質改良により、2002年（平成14年）にはニッケルペーストの世界シェアが約10%に達した。
また、1981年（昭和56年）に九州ノリタケ（後のノリタケ電子工業）がモノクロプラズマディスプレイ（PDP）の製造を始めたため、ノリタケ機材はPDP用の電子ペースト開発に着手している。1992年（平成4年）にPDPがカラー化されるとこれに対応した各種ペーストの量産を始め、2000年（平成12年）には光硬化型の電極ペーストを開発した。2003年（平成15年）7月には新工場を稼動させ、家電メーカーの需要増に応える体制を整えている。

### 転写紙、歯科材料
転写紙分野では従来の紙製品に代えて湿式・熱硬化タイプの製品を1981年（昭和56年）に開発した。これはオートバイタンクへの印刷や車載用液晶ディスプレイの電極形成などに用いられた。また1985年（昭和60年）にはホーロー板用の転写システムも開発し、これはシステムキッチンやユニットバスの装飾に用いられている。
1992年（平成4年）に生産を開始した湿式のオートバイヘルメット用転写紙は高級感のある印刷を実現し、やがてSHOEIなどのヘルメットメーカーに採用され、世界各地に出荷されるようになった。
また、歯科材料分野ではノリタケデンタルサプライが開発した商品の生産を行なっており、1997年（平成9年）にはEUへの輸出のためにCEマークを取得している。